# Praskavko
Praskavko ili Prasac imaginarni je kućni ljubimac Rona Weasleyja u seriji romana o Harryju Potteru britanske spisateljice J. K. Rowling. 
Praskavko se prvi put pojavljuje u Zatočeniku Azkabana kada Harryju, Ronu i Hermioni donosi pismo Siriusa Blacka u kojem Sirius kaže da poklanja Ronu Praskavka jer mu je žao što je Ron izgubio svog prethodnog ljubimca, Šugonju.
U Plamenom peharu Ginny Weasley daje sovi ime Praskavko jer se pojavljuje iznenada. Pošto se Praskavko odbija odazvati na bilo koje drugo ime, Ron mu je od milja dao nadimak Prasac. 
Opisan je kao mala, brza i vesela sova koja brzo leti i skakuće okolo. Takvo njegovo ponašanje ljuti Hedwigu. J. K. Rowling je na svojoj internet stranici potvrdila da Praskavko pripada rodu sova Otus. Harry je opisuje kao iznimno sićušnu sovu kojoj je pismo koje nosi preveliko. Praskavko je također vrlo zadovoljna sobom kad isporuči pismo.
Ron često viče na Praskavka i naziva ga raznim uvredljivim imenima, ali mu je jako stalo do te sove. Tako se odnosio i prema Šugonji, ali kad je mislio da mu se nešto dogodilo bio je izvan sebe od brige. 
Engleski izvornik imena ove sove je Pigwidgeon. Ovo ime označava nešto malo ili sičušno. Pretpostavlja se da je izvedeno od pigwidgin što je u početku označavalo vilu, a kasnije sve što je malo. 
U filmskoj adaptaciji Zatočenika Azkabana Praskavko se ne pojavljuje, a pretpostavlja se da se neće pojaviti ni u petom i šestom filmu (osim ako ne dobije značajniju ulogu u sedmoj knjizi).

## Ostalo
- Čarobne zvijeri u Harryju Potteru
- Ljubimci i ostale magične zvijeri u Harryju Potteru

## Vanjske poveznice
- Službena stranica J.K. Rowling: Sove
- Praskavko je otus sova  Arhivirana inačica izvorne stranice od 5. listopada 2006. (Wayback Machine)